# Општина Шинтереаг (Бистрица-Насауд)
Шинтереаг (рум. Şintereag) општина је у Румунији у округу Бистрица-Насауд.
Oпштина се налази на надморској висини од 305 m.